# Sanvenero
Sanvenero va ser una marca italiana de motocicletes de velocitat. Creada per Emilio Sanvenero, un empresari de la construcció toscà i antic patrocinador de MBA, la marca tingué activitat entre 1980 i 1982.

## Història

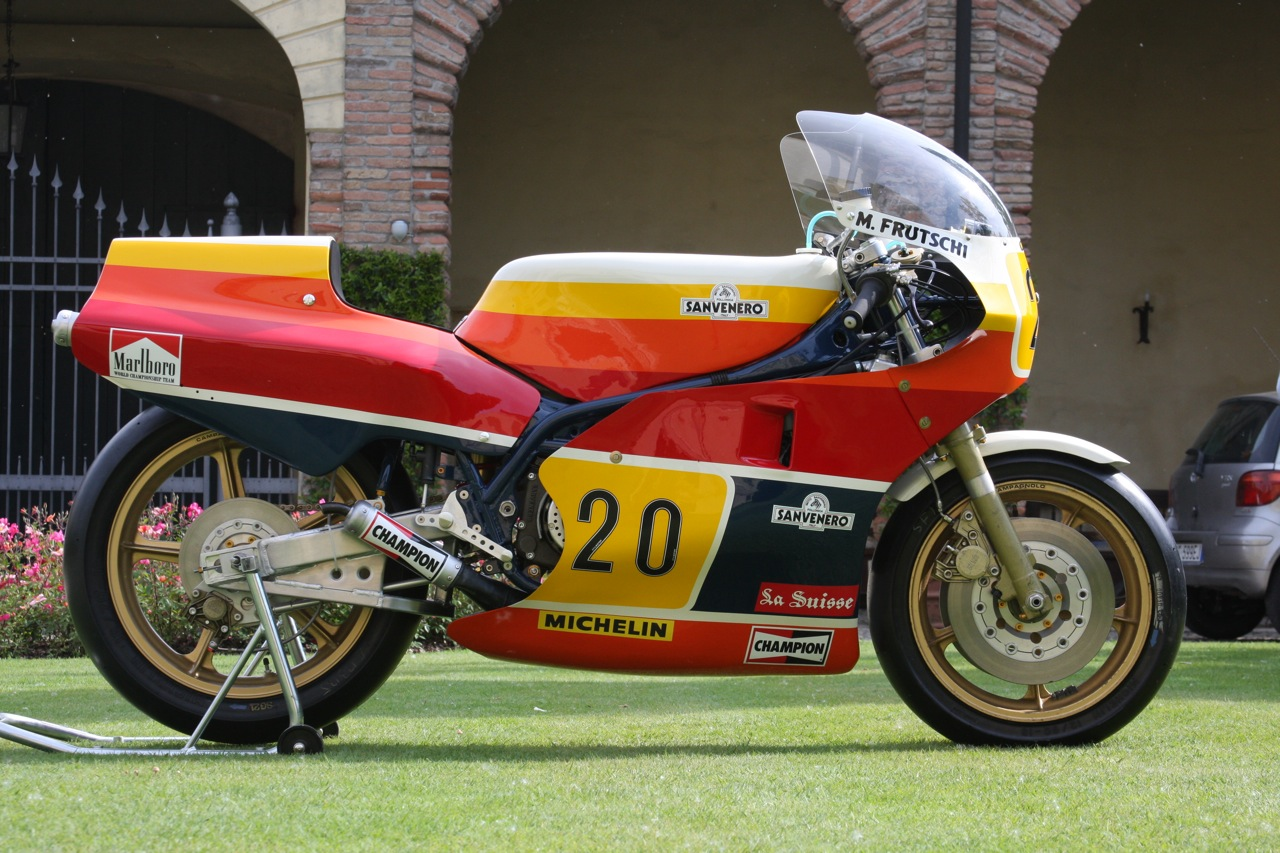
La Sanvenero 500 que pilotà Frutschi el 1982

El naixement de Sanvenero va tenir lloc a finals de 1980 amb l'objectiu de preparar dues motos de competició que s'havien d'activar la temporada següent, l'una a la categoria de 125cc amb un motor bicilíndric de 2T i l'altra a la categoria de 500cc amb un motor tetracilíndric, també de 2T, el motor del qual s'inspirava fortament, en l'arquitectura i en els components, en el de la Suzuki RG G 500 que va guanyar set Campionats del món de motociclisme entre 1976 i 1982.
El debut al campionat del món va tenir lloc la temporada de 1981, amb el francès Guy Bertin i el valencià Ricardo Tormo per a la categoria de 125cc i l'italià Carlo Perugini per a la de 500cc. Si la participació al mundial de 125cc va ser, a grans trets, satisfactòria (Bertin va guanyar a Monza i Tormo a Anderstorp), la motocicleta de major cilindrada mostrava límits evidents de posta a punt, cosa que impedí al pilot obtenir cap punt al campionat.
El 1982, el departament de curses de l'MBA va tancar i Emilio Sanvenero va convèncer tot el personal de la fàbrica de Sant'Angelo in Vado perquè es traslladés al departament de curses de Sanvenero a Montelabbate, prop de Pesaro (l'empresa constructora de Sanvenero tenia la seu a Follonica, a la Toscana), amb plans ambiciosos.
Per a la temporada de 1982, els pilots de la 125 van ser Pier Paolo Bianchi, Ricardo Tormo i Hugo Vignetti, mentre que la 500 es va confiar al suís Michel Frutschi i a Bertin. També aquella temporada l'empresa toscana va aconseguir guanyar dues curses, el GP de Bèlgica de 125cc amb Tormo i el GP de França de 500cc, al circuit de Nogaro (cal dir que aquella cursa va ser boicotejada per la majoria dels pilots per la perillositat de la pista).
Els plans de Sanvenero van resultar possiblement massa ambiciosos i, al final de la temporada, el departament de curses de la marca va tancar. Pier Paolo Bianchi va aconseguir obtenir-ne algunes motos de 125cc, amb les quals va competir la temporada de 1983 i va aconseguir posicions notables.